# Sally Blane
Pour les articles homonymes, voir Blane.
Sally Blane, née Elizabeth Jane Young le 11 juillet 1910 à Salida, Colorado et morte le  27 août 1997 à Los Angeles, est une actrice américaine.
Elle est la sœur de Polly Ann Young et Loretta Young, et également la demi-sœur de Georgiana Young Montalban, la femme de l'acteur Ricardo Montalban.

## Biographie
Elizabeth Jane Young débute à sept ans dans Sirens of the Sea en 1917.
Elle reprend sa carrière une fois adulte en jouant de petits rôles dans le cinéma muet des années 1920. La décennie suivante, on la retrouve dans des productions à petit budget, dont Once a Sinner (1930), A Dangerous Affair (1930), Arabian Knights (1931), City Limits (1934), Against the Law (1934) et This Is the Life (1935).
Elle épouse l'acteur et réalisateur Norman Foster en 1935. Ils ont deux enfants, Robert et Gretchen. Elle se fait plus rare à l'écran à la fin des années 1930, et figure pourtant dans plus de cent films au total. 
En 1939, elle joue avec ses trois sœurs dans Et la parole fut (The Story of Alexander Graham Bell). Elle ne tourne plus que quatre autres films dans des seconds rôles : Fighting Mad (1939), Charlie Chan et l'Île au trésor (1939), La Fuga (1944) et A Bullet for Joey (1955).
Elle était une amie proche de l'acteur-chanteur Russ Columbo (en) et était à ses côtés lorsqu'il meurt accidentellement en 1934.
Tout comme ses sœurs, elle meurt d'un cancer, en 1997 à l'âge de 87 ans.

## Filmographie partielle
- 1927 : Casey at the Bat de Monte Brice
- 1928 : Ce bon monsieur Hunter (Fools for Luck) de Charles Reisner
- 1928 : Wife Savers de Ralph Ceder
- 1930 : The Little Accident de William J. Craft
- 1931 : Ten Cents a Dance, de Lionel Barrymore
- 1931 : Annabelle's Affairs, d'Alfred L. Werker
- 1931 : The Star Witness, de William A. Wellman
- 1932 : Heritage of the Desert, de Henry Hathaway
- 1932 : Disorderly Conduct de John W. Considine Jr.
- 1932 : Cross-Examination, de Richard Thorpe
- 1932 : L'Express fantôme (The Phantom Express) d'Emory Johnson
- 1932 : Blanco, seigneur des prairies (Wild Horse Mesa), de Henry Hathaway
- 1932 : Mis à l'épreuve (Probation), de Richard Thorpe : Janet
- 1934 : City Park de Richard Thorpe : Rose Wentworth
- 1935 : This Is the Life, de Marshall Neilan
- 1937 : Angel's Holiday de James Tinling
- 1937 : One Mile from Heaven, d'Allan Dwan
- 1939 : Et la parole fut (The Story of Alexander Graham Bell), d'Irving Cummings